# Creu de terme de Jorba
La Creu de terme de Jorba, és una creu de terme de la vila i municipi de Jorba, a la comarca de l'Anoia. És un monument protegit i inventariat dins el Patrimoni Arquitectònic Català.

## Situació
Està situada a l'extrem de llevant del nucli, actualment a la cruïlla entre el carrer Major i el Carrer Nou, davant de l'Ajuntament, tot i que antigament quedava als afores.

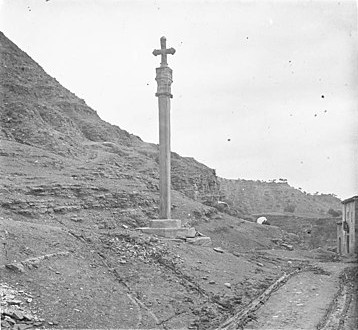
La creu el 1914

## Descripció
Creu de terme d'estil barroc, però encara conserva algun element anterior. Graonada de dos graons vuitavats. El fust és de construcció moderna, és de quatre cares i no té la mateixa estructura que el que figura fotografiat l'any 1923 a la publicació d'En Bastardes. El capitell consta de dues parts: la superior amb quatre escenes de la Passió: a sol ixent la Presa de Crist; la del nord la Flagel·lació; a ponent la Caiguada amb la Creu; i a migdia el Sant Sopar. A la part inferior del capitell hi figura un sant sota fornícula a cada cara. La creu és estriada i presenta a Crist crucificat a la seva cara de sol ixent i la Verge a la cara de ponent. A la base de la creu es poden llegir les dues primeres xifres de l'any (4.6..). A l'extrem els braços de la creu hi ha unes flames. Tot és de pedra arenisca.